# Rumskulla göl
Rumskulla göl är en sjö i Västerviks kommun i Småland och ingår i Storån-Botorpsströmmens kustområde. Sjön är 2,8 meter djup, har en yta på 0,009 kvadratkilometer och befinner sig 88 meter över havet.